# DS汽車
DS汽車（法語）是法国、意大利及美國合資的斯泰蘭蒂斯集團旗下的豪华品牌。DS的法文全称为Déesse，即法语中的「女神」。
1955年，雪鐵龍DS于巴黎车展首次亮相，就以设计和技术上的创新引起了轰动，并引发了汽车业的革命，在汽车发展史上有着非常重要的地位。DS极受法国政要的欢迎，被誉为“总统座驾”：从戴高乐到奥朗德，DS都是法国总统的不二选擇。
DS汽车品牌于2015年3月3日在日内瓦车展上首次正式亮相 .
新世紀雪鐵龍便把DS獨立成一個新的品牌，成為法國獨有的低排氣量豪華轎車代名詞。

## 歷史
PSA原來由三個汽車品牌，標緻，雪鐵龍和不久下降的Talbot組成，但沒有一個是高級品牌。自1976年以來，PSA已經嘗試通過價格水平區分品牌，類似於雪佛蘭 / 別克或福斯 / 奧迪。但是，兩個品牌都沒有力量獲得高級定價 。
最終推出了第三個品牌的概念：DS。其他製造商，特別是凌志和無限等高級品牌已經取得了成功。
原來的雪鐵龍DS（1955-1975）是一個標誌性的設計，所以決定建立在這個遺產上。DS線於2010年初開始使用雪鐵龍DS3，這是一款基於C3新車的平面圖的小型車。DS3基於CitroënC3 Pluriel車型和CitroënDS Inside概念車的概念，可定制各種車頂顏色，可與車身面板對比。2010 年被“ Top Gear”雜誌評選為“2010 年度最佳汽車”，由英國JD Power Satisfaction Survey連續四次榮獲第一名，並獲得第二高效率超級賽車（CitroënDS3 1.6 e-HDi 115 Airdream）。2013年，雪鐵龍DS3再次成為歐洲市場份額最高的高檔次級轎車，達到這一市場份額的40％，從而驗證了該產品開發的業務模式。
DS系列和雪鐵龍有著緊密的聯繫，作為DS4，在2010年推出，是基於2008年雪鐵龍的Hypnos概念車和DS5，在2011之前，是基於2005年雪鐵龍C-SportLounge概念汽車。
根據PSA首席執行官Carlos Tavares的說法，DS將繼續使用與其他PSA車型相同的平台和經銷商，但將通過使用“獨立的製造和工程標準”來區分雪鐵龍汽車。
2019年10月31日，DS的母公司 — 標緻雪鐵龍集團與飛雅特克萊斯勒汽車將會合併成為一間雙方股東各佔50%的新公司，合併完成後，新公司會是世界第4大車廠。
2020年7月16日，PSA與飛雅特克萊斯勒汽車已經完成合併，並定名為斯泰蘭蒂斯集團，新集團的總部將會設立在阿姆斯特丹，並會在米蘭、紐約及巴黎上市。
2021年1月21日，斯泰蘭蒂斯集團正式成立，而DS則成為斯泰蘭蒂斯旗下的子品牌。

## 車型

### 在售车型

#### DS 3（以前稱為DS 3 Crossback）

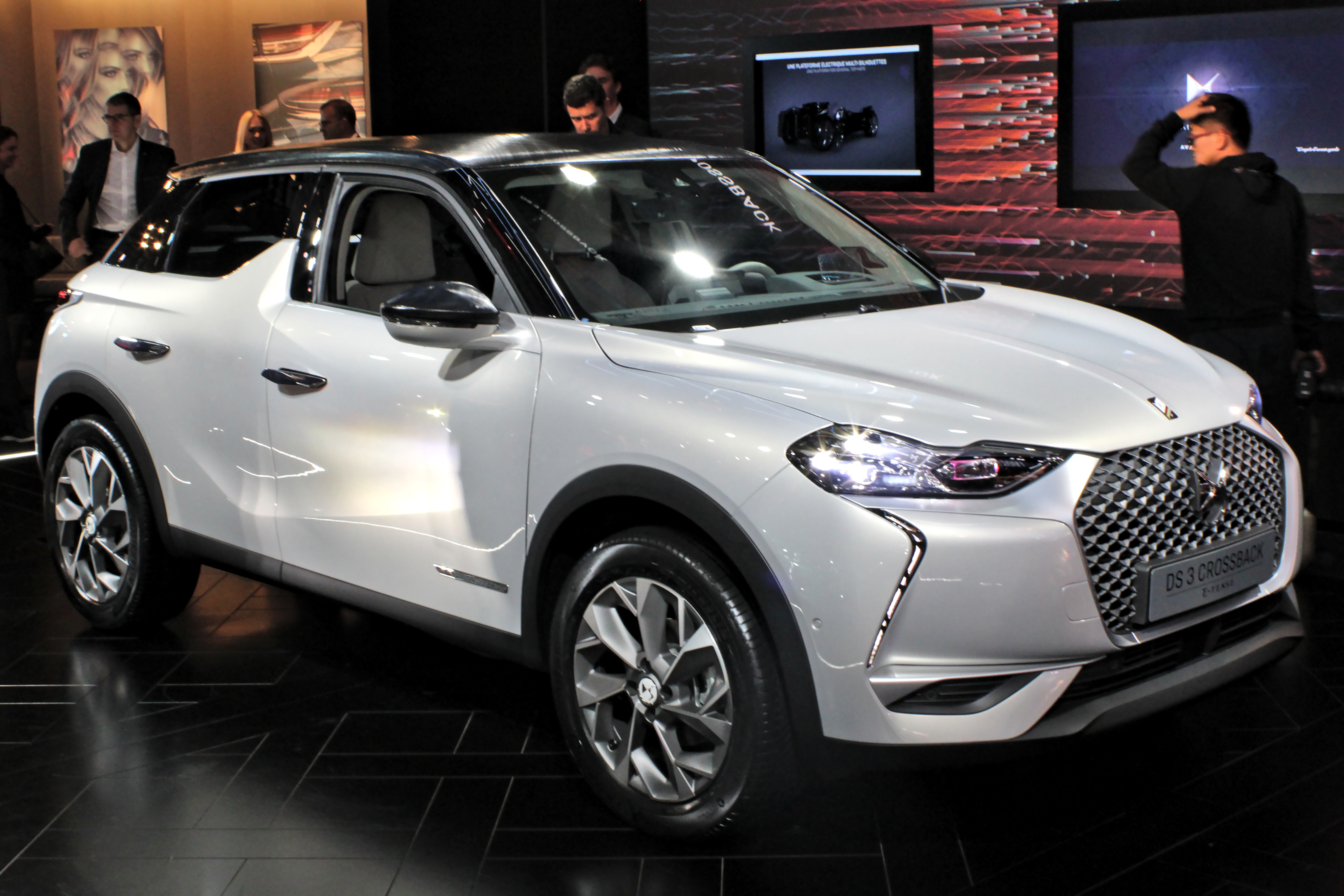
2018年巴黎车展上的DS3 Crossback E-Tense

DS 3 Crossback（内部代号：D34）是一款2018年9月13日发布的城市跨界车。车型竞争对手有奥迪Q2和Mini Countryman。本车于2019年正式上市，同时上市的还有电动车型DS 3 Crossback e-tense。
DS 3 Crossback上市初期与DS 3同时销售，直到2020年1月DS 3正式在法国市场停售。车型配备唯一的发动机为1.2 Puretech 155马力的发动机，由法国普瓦西工厂组装。

#### DS 4

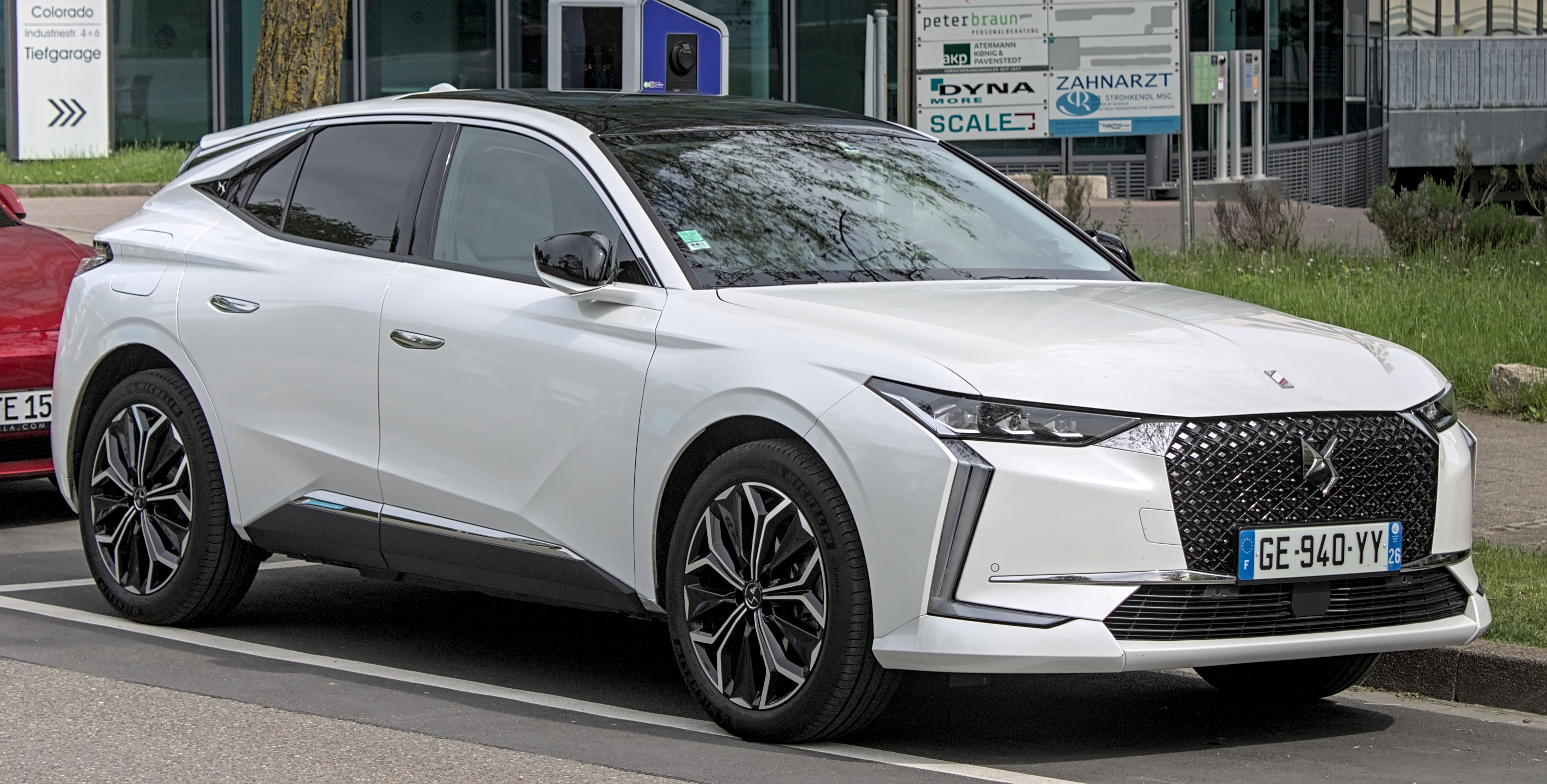
DS 4

DS 4（2015年之前稱為雪鐵龍DS4）是一款小型轎車，是雪鐵龍創建的豪華DS子品牌中的第二款車型，現已獨立品牌。從2021年開始，目前是第二代，基於與歐寶Astra L和標緻308第三代共享的全新EMP2平台。

#### DS 7（以前稱為DS 7 Crossback）

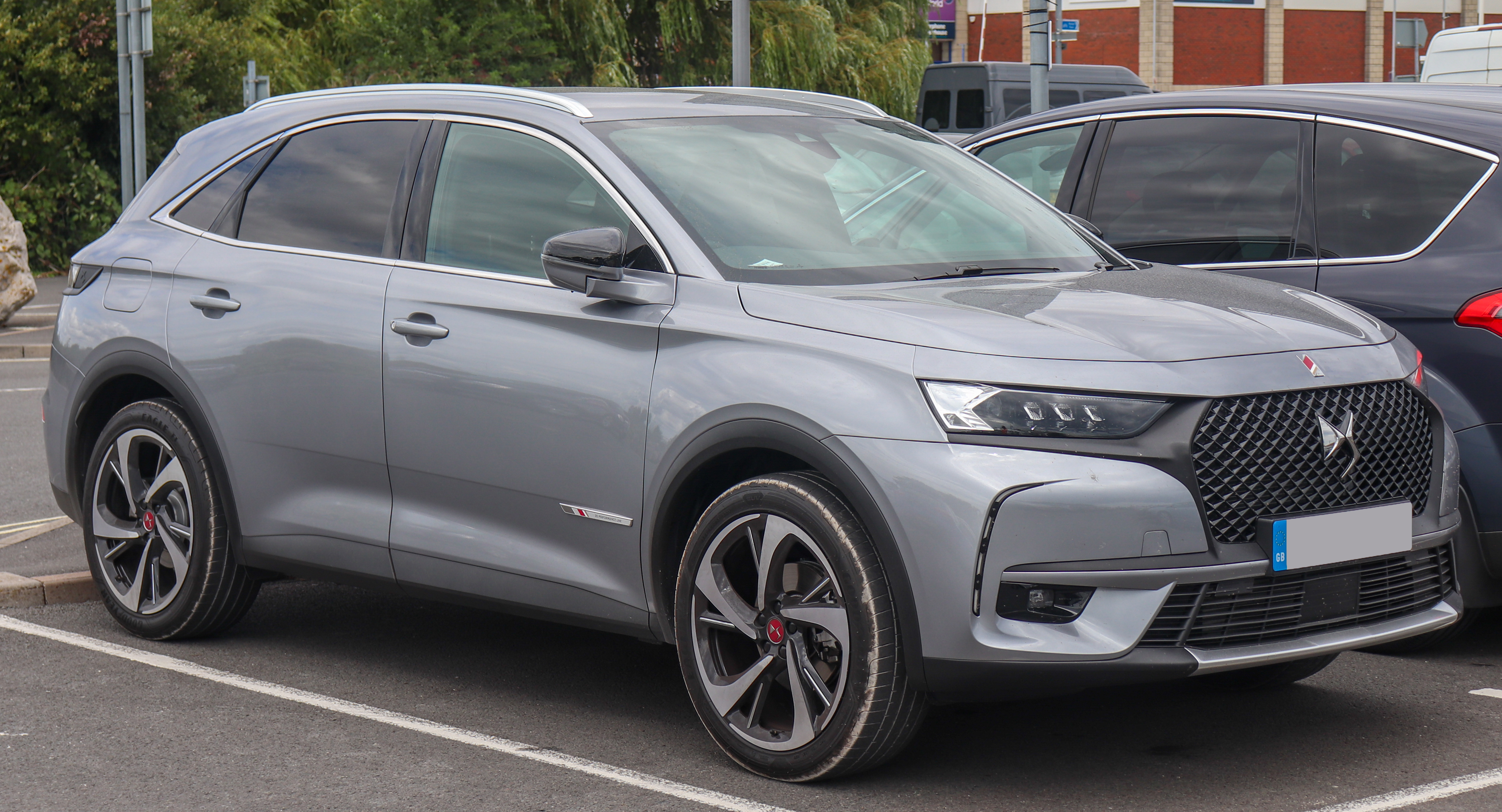
DS 7

DS 7 Crossback（現在簡稱DS 7）是法國汽車製造商DS汽車生產的一款緊湊型豪華跨界SUV。該車於2017年2月28日首次亮相，並於2017年3月的第87屆日內瓦車展上首次公開亮相。

#### DS 9

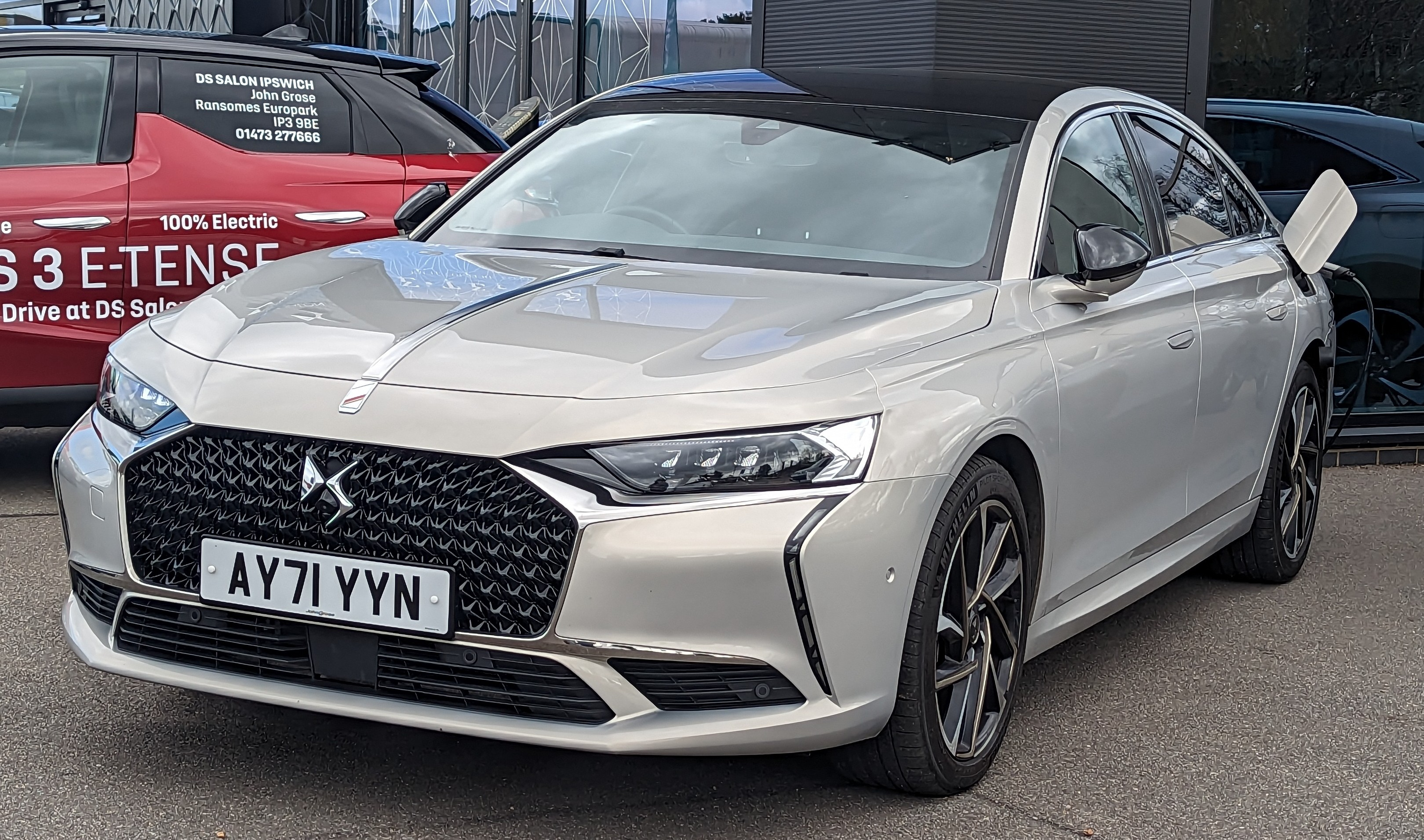
DS 9

DS 9原定会在2020年日内瓦车展上发布，但由于2019冠状病毒病疫情，车展与发布会均已取消。

### 已停产车型

#### DS 3（掀背車）

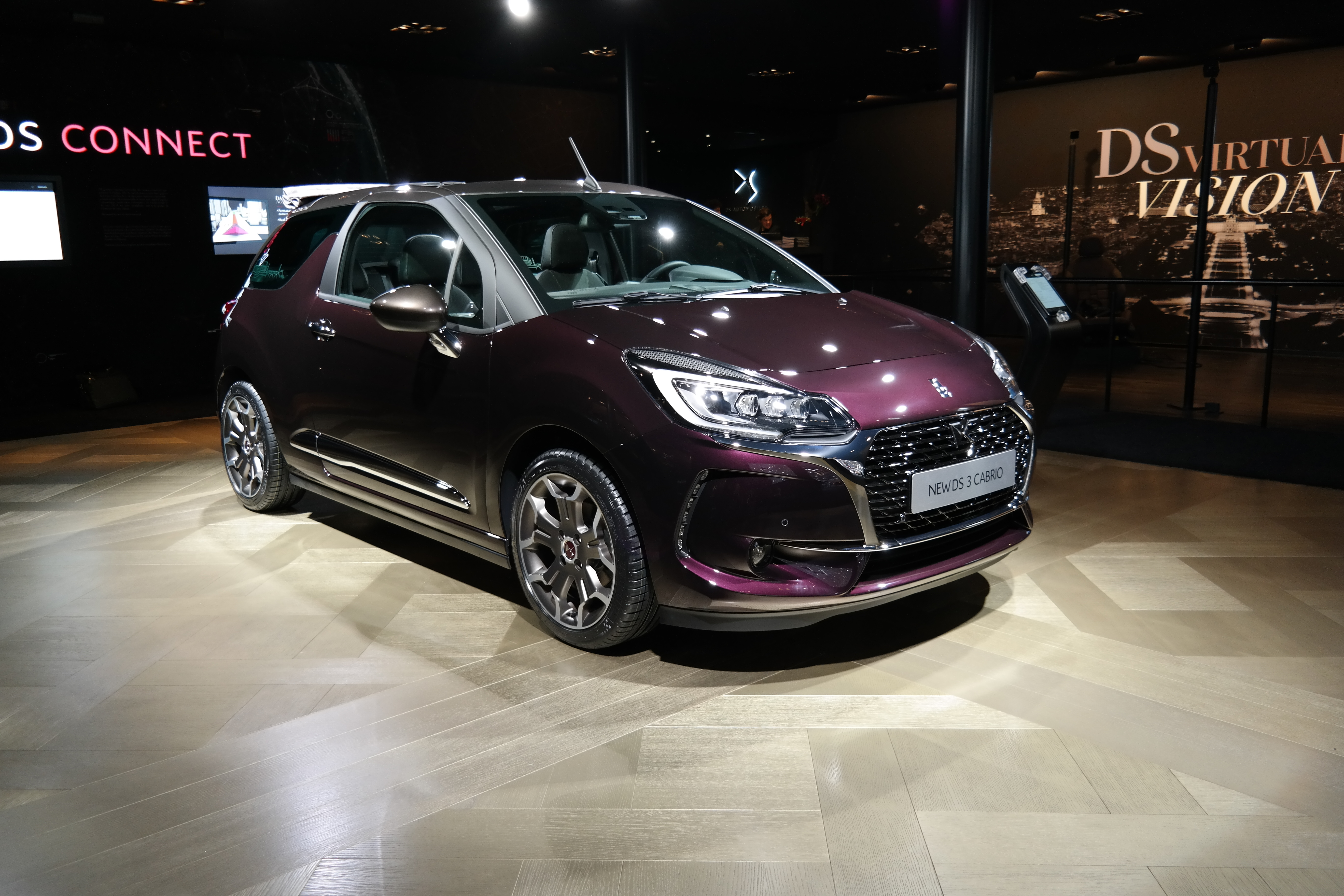
DS 3（掀背車）

DS3，又稱作雪鐵龍DS3，是一台超級迷你車，由法國汽車製造商雪鐵龍在2009年開始製造生產並在2010年1月上市。這是雪鐵龍將DS品牌從雪鐵龍品牌中獨立出來的第一款車型。

#### DS 4（掀背車）

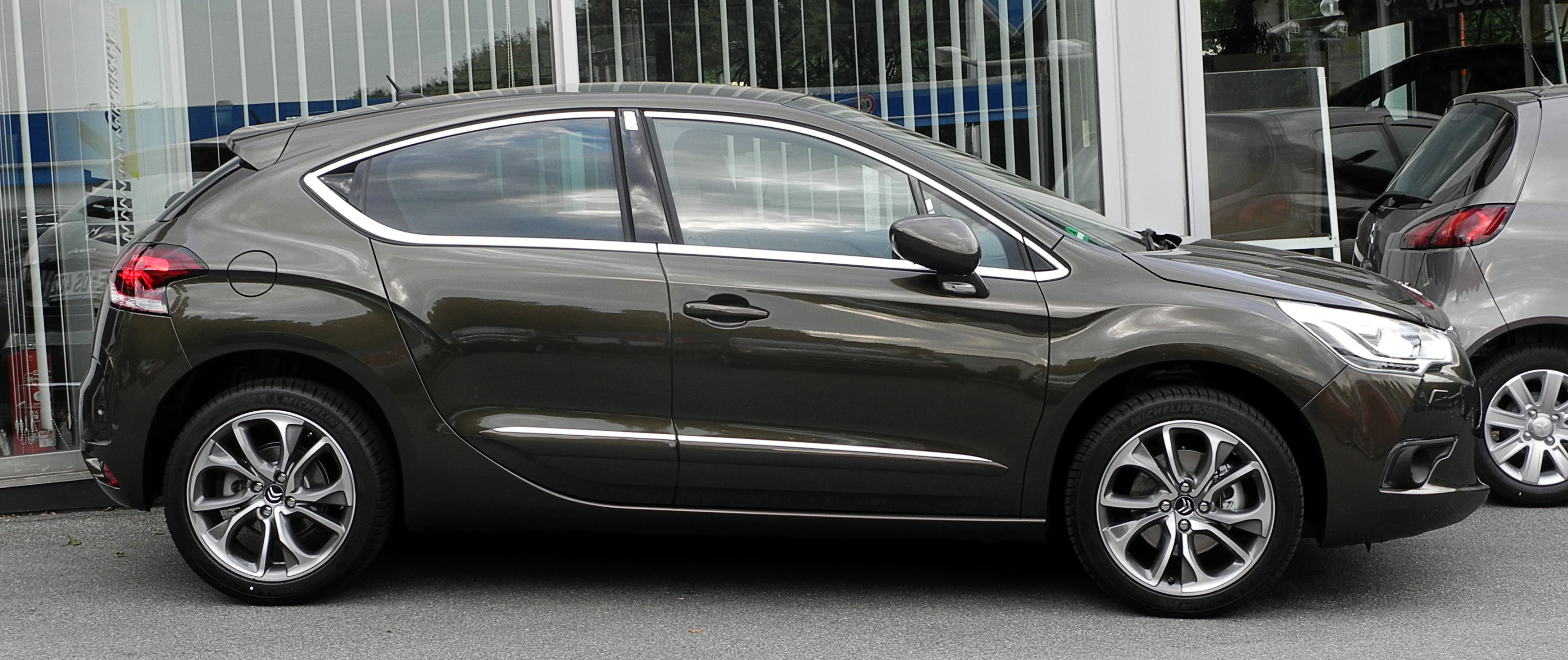
DS 4（掀背車）

第一代車型以雪鐵龍C4為基礎，於2011年3月在國際上正式推出，但已於2010年底在一些國家/地區銷售。它具有類似於緊湊型SUV的升高懸吊和隱藏在後窗的門把，使其具有出色的性能，有著轎跑車般的輪廓。後窗是固定的，不能滑下或向外打開。

#### DS 4S

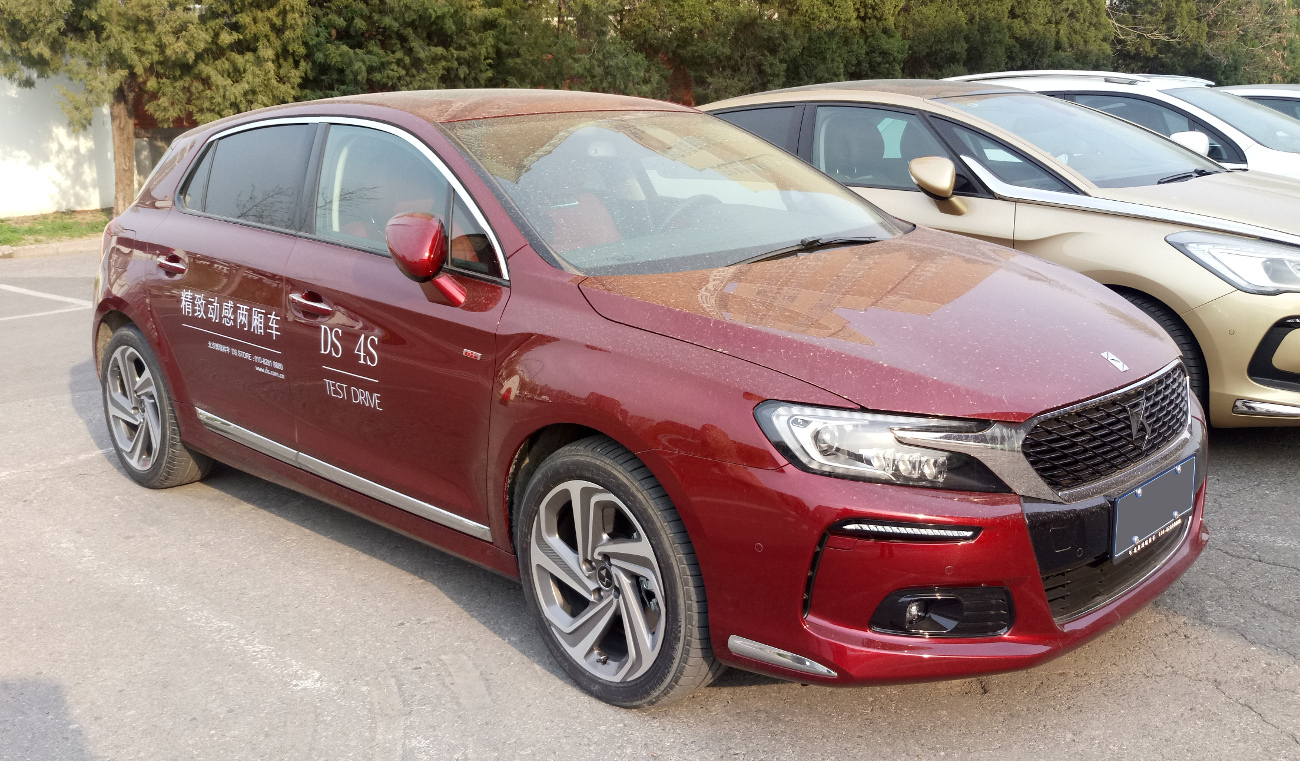
DS 4S

DS 4S是一款小型行政轎車，由法國汽車製造商PSA標緻雪鐵龍集團的DS部門設計和開發。它在2015年廣州車展上亮相。
DS 4S僅在中國生產和銷售，定位介於DS4和DS5之間。於2016年4月在中國汽車市場上市。其轎車版為同平台的DS 5LS。DS 4S還配備了DS CONNECT技術，包括導航、安全性和通訊功能。

#### DS 5

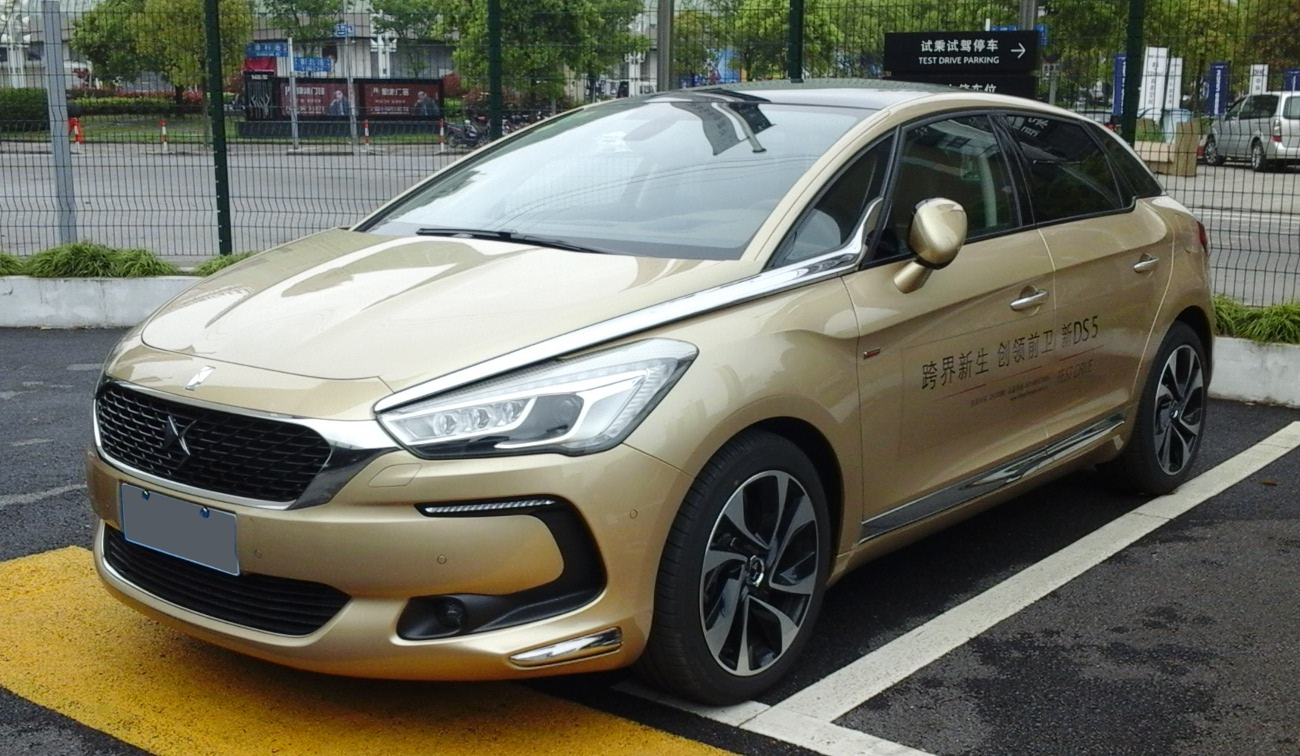
DS 5

DS 5是一款緊湊型行政掀背車，由法國汽車製造商雪鐵龍設計開發，於2011年11月在歐洲市場上市。它是高端子品牌DS的第三款車型。該車最初名為雪鐵龍DS5，在雪鐵龍決定重新命名其DS車型並以DS品牌進行行銷後，於2015年以DS 5的名稱重新推出。

#### DS 5LS

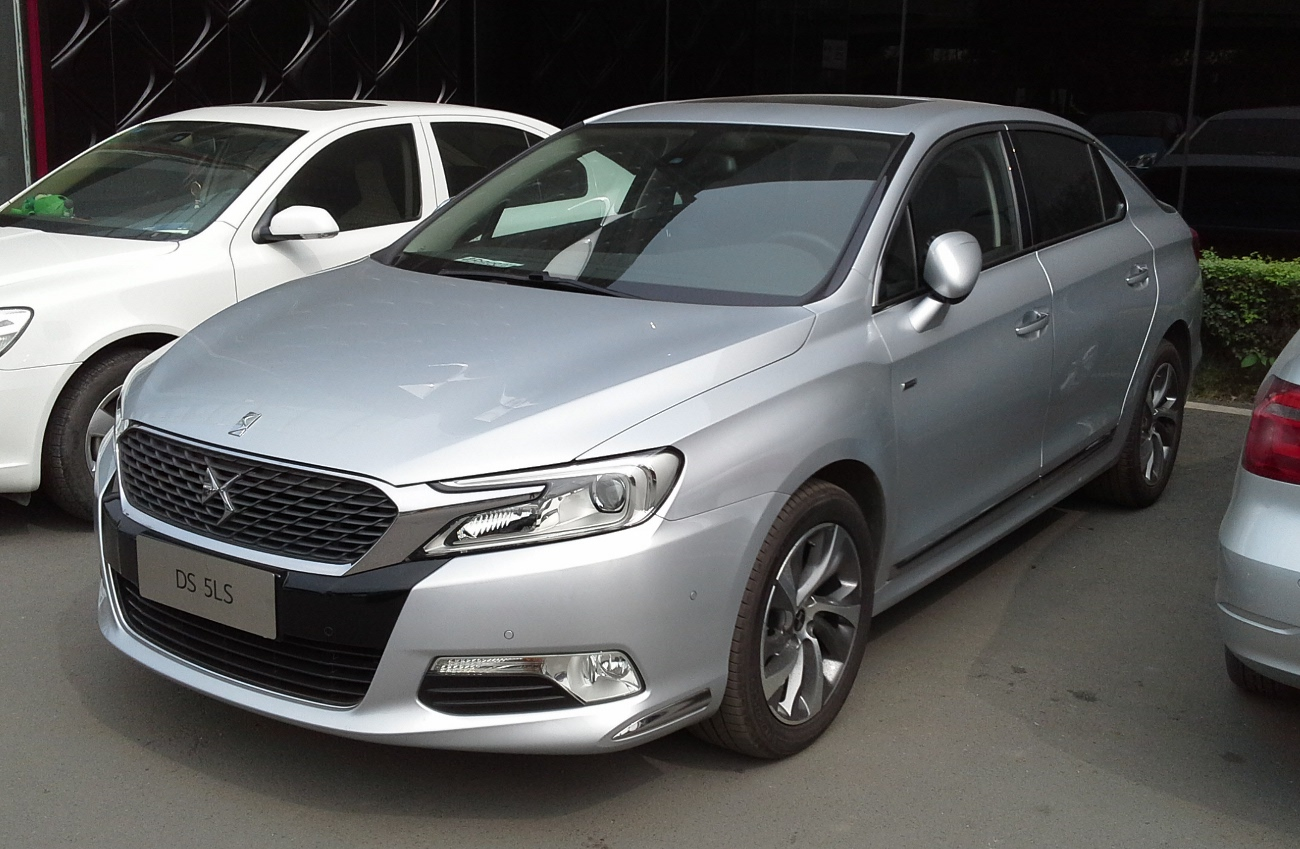
DS 5LS

DS 5LS 是一辆2013年12月19日在卢浮宫发布的三箱轿车，2014年3月28日正式在中国大陆上市。本车型并非加长版本的DS5，也不是三厢版本的DS 4。
本车与DS 4和DS 5共同使用PF2平台，配备一台标致雪铁龙与宝马共同开发的四缸1.6L涡轮增压Twin Scroll发动机，有135、163和200马力三种选择。变速箱为六速自动变速箱。本车与DS 5同样在长安标致雪铁龙的深圳工厂生产。
DS 5LS也是第一台不悬挂雪铁龙标志的DS品牌车型。

#### DS 6

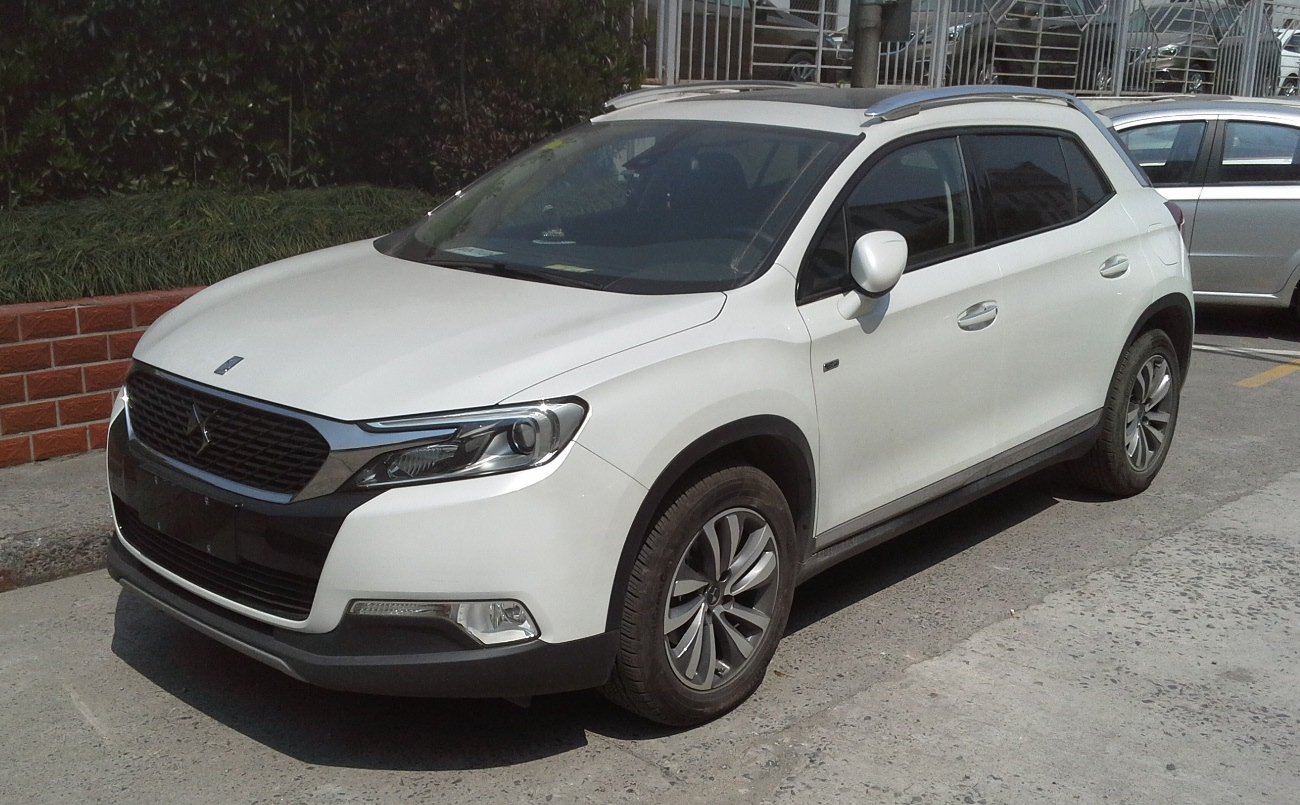
DS 6

DS 6是法國汽車製造商DS汽車專為亞洲市場設計的一款超小型豪華跨界SUV。這是繼2014年初推出DS 5LS後，當時的子品牌DS的第二款不帶有雪鐵龍標誌的車型。於2014年4月首次向公眾公佈，名為DS 6WR，於2014年秋季發售。

### 概念車

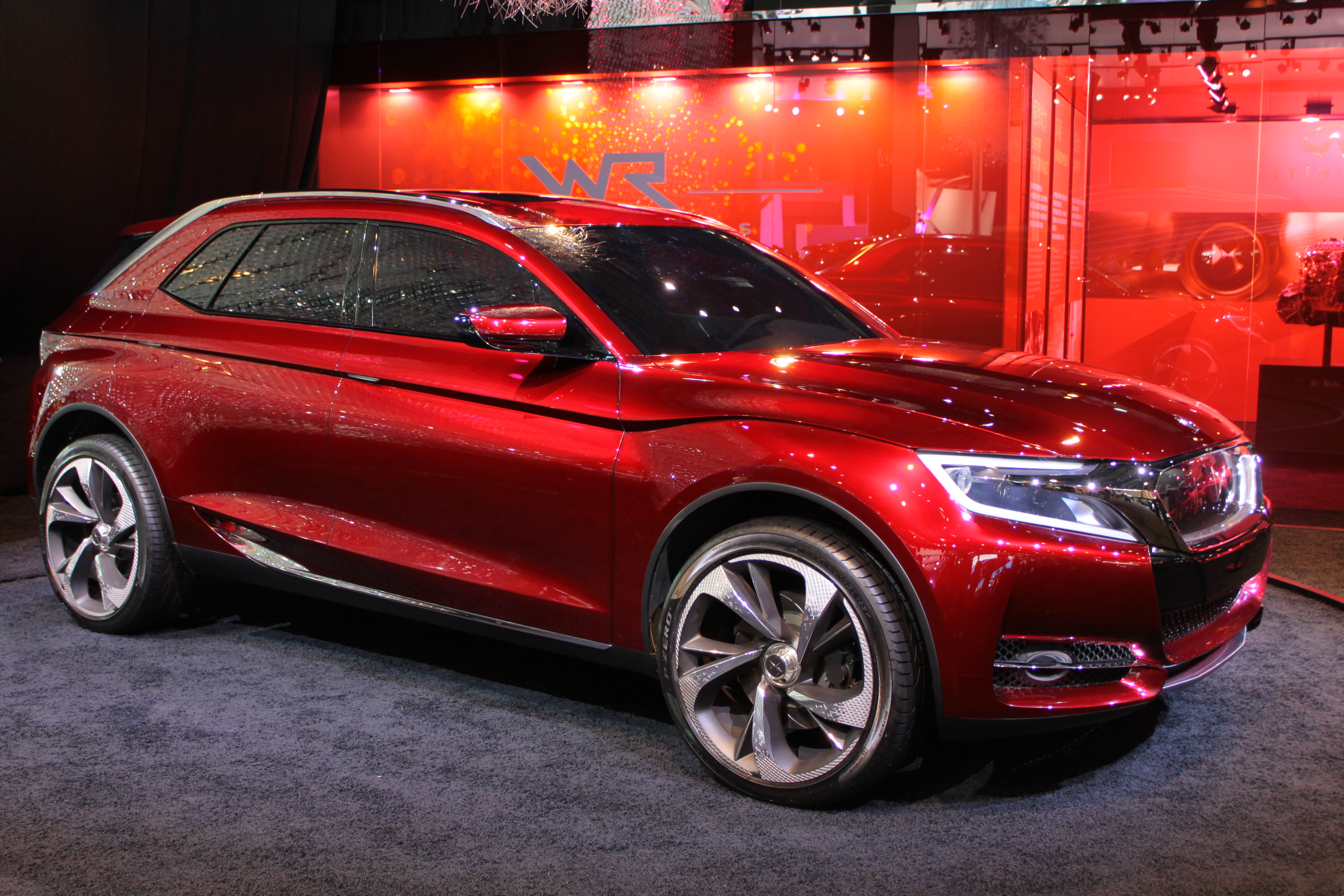
2013 DS Wild Rubis
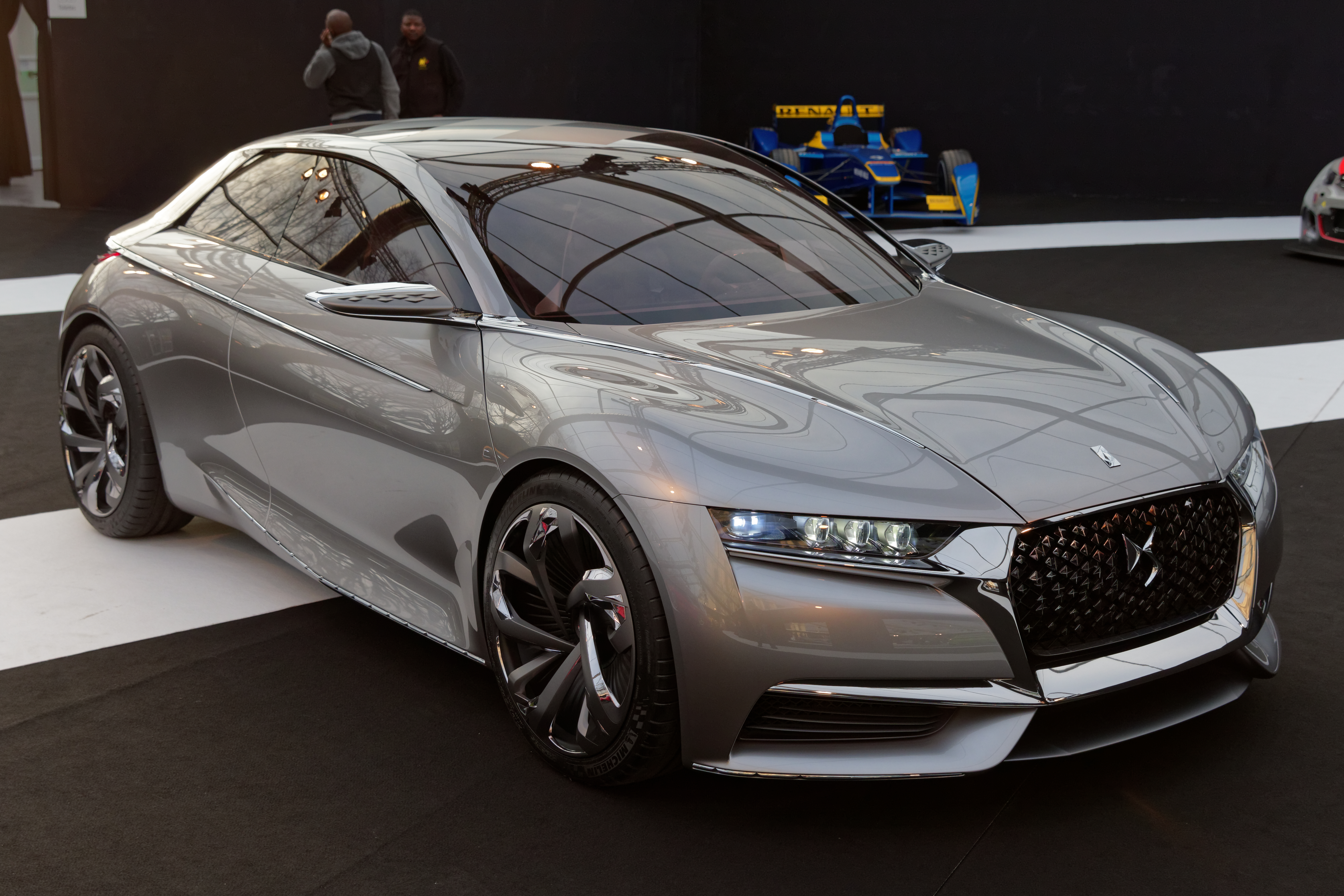
2014 DS Divine
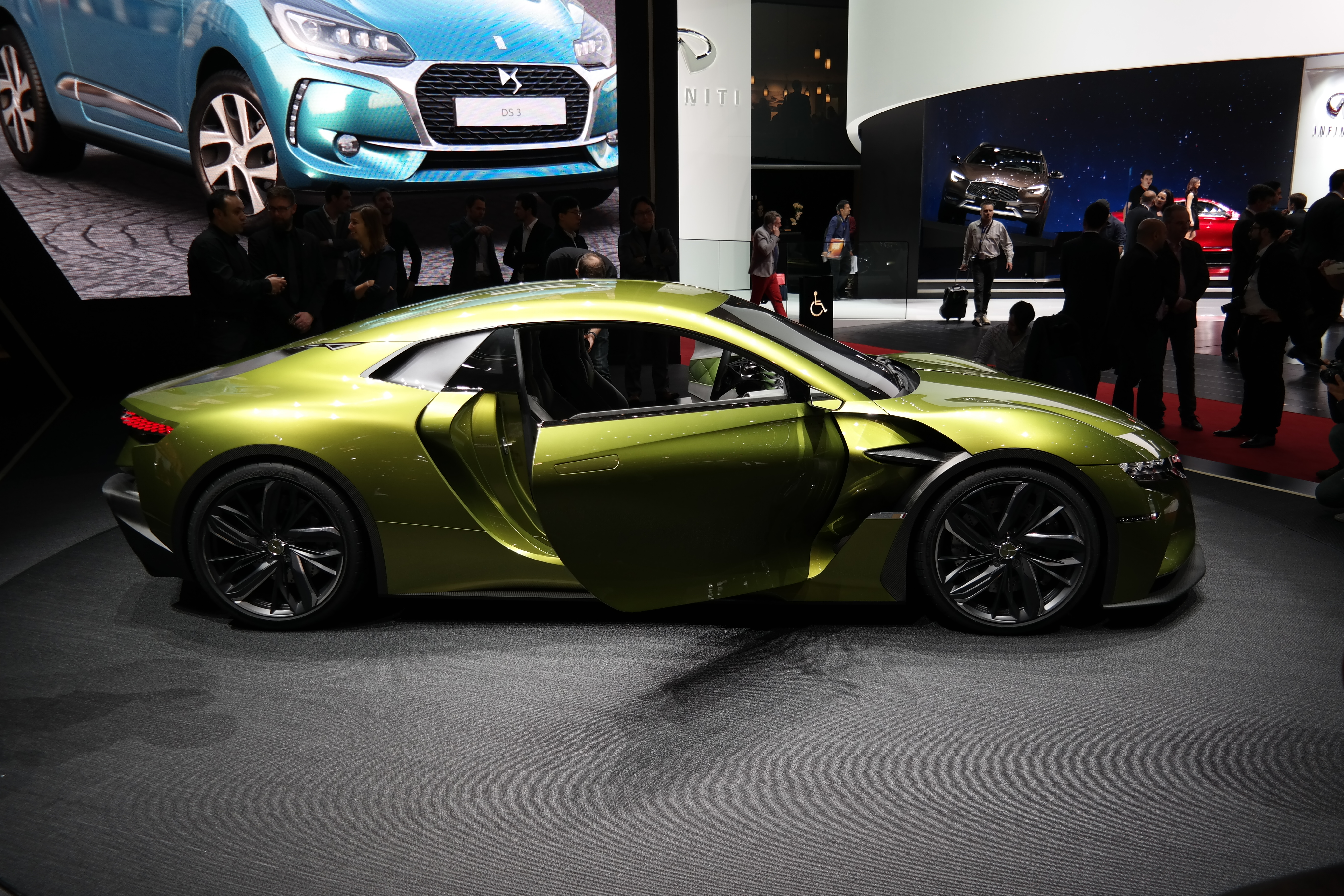
2016 DS E-Tense
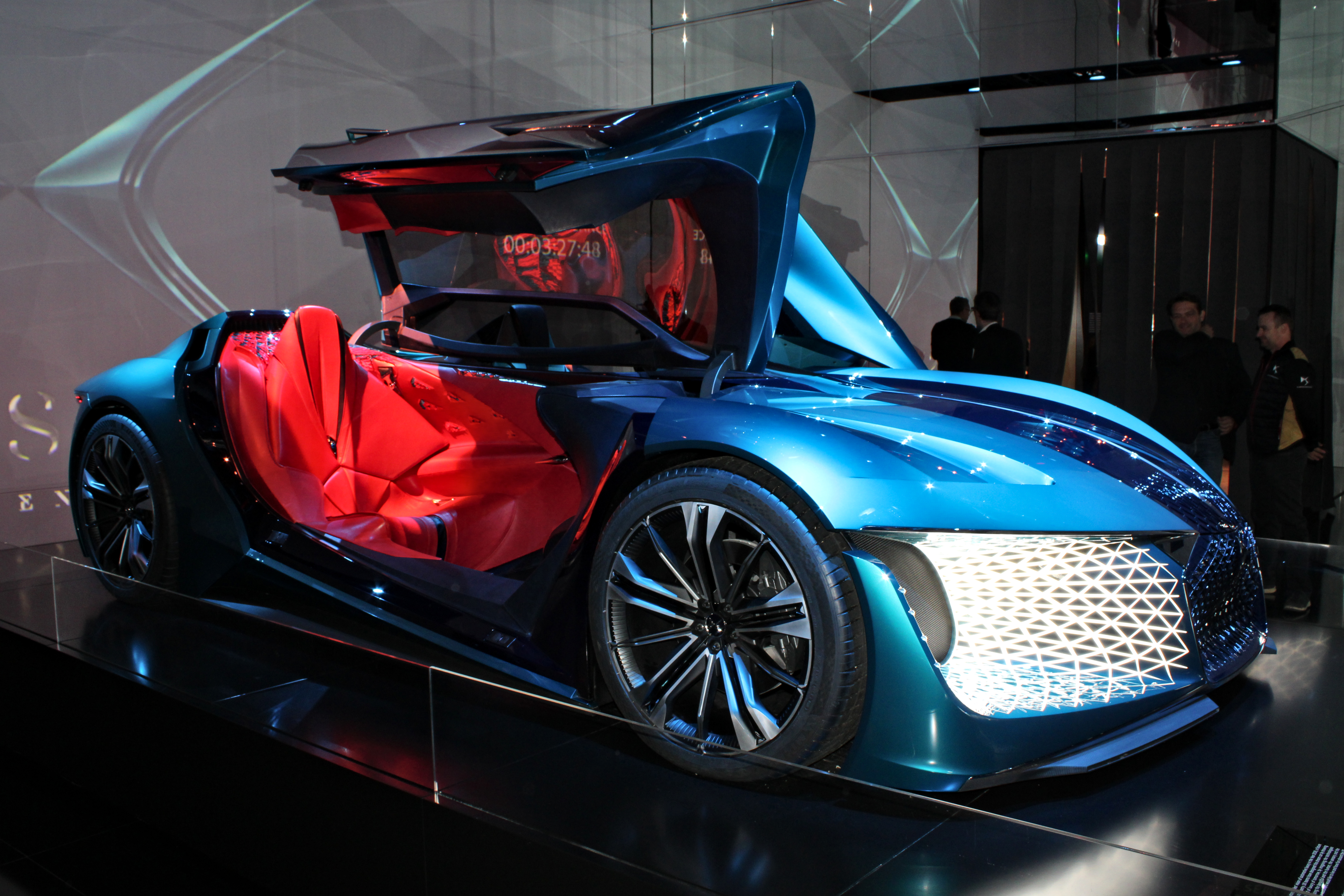
2018 DS X E-Tense